# Virgin Media
Virgin Media — британская телекоммуникационная компания, обеспечивающая услуги связи, кабельного телевидения и интернета. Расположена в Грин Парк в английском городе Рединг. С 2013 года является подразделением международной телекоммуникационной и телевизионной компании Liberty Global plc. Ранее имела листинг на NASDAQ и Лондонской бирже.
Была основана в марте 2006 года в рамках объединения NTL и Telewest, создавших NTL:Telewest. В июле 2006 года была приобретена Virgin Mobile UK, став первой «quadruple-play» медиакомпанией в Великобритании, предлагающей услуги телевидения, интернета, мобильной и фиксированной связи. В ноябре 2006 года компания подписала соглашение с сэром Ричардом Брэнсоном о лицензировании бренда Virgin для объединённого бизнеса. В феврале 2007 года все потребительские сервисы компании были брендированы под названием Virgin Media.
Virgin Media владеет и управляет собственной волоконно-оптической кабельной сетью в Великобритании, хотя оптическое волокно не доходит до помещений клиентов, а идет к ближайшему уличному шкафу. По состоянию на 31 декабря 2012 года у компании было в общей сложности около 4,8 млн клиентов кабельного телевидения, из которых около 3,79 млн были обеспечены телевизионными услугами (Virgin TV), около 4,2 млн. — услугами широкополосного доступа в Интернет и около 4,1 млн. — услугами фиксированной телефонной связи; также компания имела 3 млн пользователей мобильной связи. С момента приобретения Smallworld Cable в 2014 году Virgin Media является единственной национальной кабельной компанией в Великобритании и в настоящее время обслуживает 51 % британских домохозяйств. Virgin Media в первую очередь конкурирует в области широкополосного доступа в интернет со Sky, BT Group и TalkTalk, а в мобильной связи — с EE, O2, Vodafone и Three. В мае 2020 года Liberty Global и владелец O2 Telefónica, достигли соглашения о слиянии своих британских предприятий.

## История

### Истоки
Telewest возник в 1984 году как «Croydon Cable»,, и через четыре года был приобретён «United Cable of Denver». В 1990-е годы компания активно расширялась, и в 1992 году приняла название «Telewest» после объединения с TCI и US West. В 1999 году состоялся выход на рынок кабельного телевидения через покупку у NTL 50 % акций «Cable London» с 400 тыс. домами в северном Лондоне. В апреле 2000 года Telewest объединилось с Flextech, а с покупкой в ноябре Eurobell увеличило число обслуживаемых домов до 4,9 млн.
«NTL» возникла в 1993 году как «International CableTel» силами Барклая Кнаппа и Джорджа Блюменталя, решивших воспользоваться дерегулированием кабельного рынка Великобритании. Первоначально Cabletel приобрела местные кабельные телеканалы, вещавшие на Гилфорд, Севереную Ирландию и часть Центральной Шотландии и Южного Уэльса. В 1996 году «CableTel» купила приватизированную передающую сеть управления независимого вещания «National Transcommunications Limited». В 1998 году «CableTel» поменяла название на «NTL».
В 2004 году «NTL» приобрела интернет-провайдера «Virgin.net», первоначально управляя им как совместным предприятием вместе с «Virgin Group» с момента запуска в ноябре 1996 года. Новый актив продавал услуги широкополосного доступа ADSL через наземные линии связи BT тем, кто живёт за пределами территорий, обслуживаемых кабельной сетью «NTL», а также предлагал коммутируемый доступ в Интернет на основе подписки и без неё. До приобретения «Virgin.net» «NTL» предлагала аналогичный пакет под названием «NTL Freedom».

### Объединение и покупка Virgin Mobile
«Telewest» и «NTL» начали переговоры о слиянии в конце 2003 года. Благодаря географически разным территориям, ранее эти компании сотрудничали друг с другом, например перенаправляя живущих за пределами обслуживаемых ими территорий потенциальных клиентов. 3 октября 2005 года «NTL» объявила о покупке «Telewest» за 16 млрд долл. с целью создания одной из крупнейших медиа-компаний в Великобритании. Структурированное соглашение о слиянии потребовало бы от NTL проведения переговоров с коммерческим подразделением BBC BBC Worldwide из-за пункта о смене владельца, включенного в соглашение о UKTV (совместном предприятии с подразделением Telewest Flextech). Чтобы предотвратить это, Telewest вместо этого приобрела NTL.
В декабре 2005 года «NTL:Telewest» и оператор мобильной виртуальной сети (MVNO) Virgin Mobile UK объявили о переговорах о слиянии. Независимые директора Virgin Mobile отклонили первоначальное предложение в размере 817 млн ф.с. (1,4 млрд долл.), посчитав, что предложение NTL «занижало стоимость бизнеса». По сообщениям, сэр Ричард Брэнсон выразил уверенность в возможности проведения реструктуризации сделки, и в январе 2006 года NTL увеличила свое предложение до 961 млн ф.с. (372 пенса за акцию). 4 апреля 2006 года NTL объявила о рекомендованном предложении для Virgin Mobile в размере 962,4 млн ф.с.. Согласно сообщениям, Брэнсон по итогам сделки получил как деньги, так и акции, что сделало его владельцем 10,7 % объединённой компании.
NTL и Telewest официально завершили слияние 3 марта 2006 года, в результате чего объединённая компания стала крупнейшим кабельным провайдером Великобритании с более чем 90 % рынка. Объединённая компания переименовала себя в NTL Incorporated, при этом бывшие акционеры NTL контролировали 75 % акций, а бывшие акционеры Telewest — 25 %. Девять из 11 директоров нового совета были из NTL, двое из Telewest.
Поглощени NTL:Telewest компании Virgin Mobile завершилось 4 июля 2006 года, в результате чего была создана первая в Великобритании медиакомпания, объединяющая услуги телевидения, широкополосной связи, мобильной и фиксированной связи. Сделка включала 30-летнее эксклюзивное соглашение о бренде
 согласно которому после слияния с «Telewest» NTL принимала название «Virgin». 8 ноября 2006 года Telewest объявила о смене названия на «Virgin Media Inc».
9 ноября 2006 года NTL объявила, что обратилась к коммерческой телекомпании ITV plc с предложением о слиянии, после аналогичного объявления ITV. 17 ноября 2006 года BSkyB BSkyB покупкой 17,9 % акций ITV plc заблокировало слияние, вызвав гнев Ричарда Бренсона и расследование со стороны Ofcom. 6 декабря 2006 года NTL объявила, что подала жалобу в Управление добросовестной торговли на решение BSkyB и отказывается от покупки ITV plc.

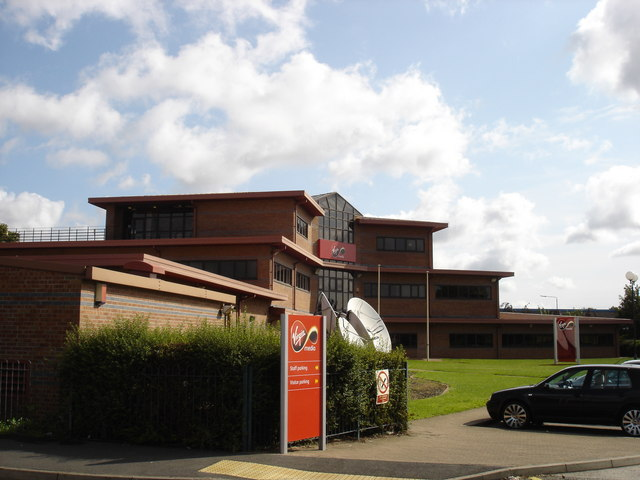
Virgin Media’s offices in Nottingham

8 февраля 2007 года сервисы NTL Group, ранее известные как NTL, Telewest и Virgin.net были объединены с Virgin Mobile под брендом «Virgin Media». Virgin.net было интегрировано как Virgin Media Beyond Cable (позже Virgin Media National).

### Конфликт со Sky
1 марта 2007 года истекло соглашение о показе Virgin Media не премиальных телеканалов Sky. Virgin Media и Sky не смогли прийти к соглашению по этому вопросу, и Sky отреагировала на это, разместив 28 февраля письмо для общественности в британских газетах. Virgin Media обвинила Sky в тирании и подстрекательстве потребителей к переходу на другие сервисы. Компаниям не удалось разрешить свои разногласия, и после полуночи 1 марта 2007 года Virgin Media заменила Sky1, Sky2, Sky Travel, Sky Travel Extra, Sky Sports News и Sky News. Sky отнесла вопрос повышения платежей к тому факту, что новая сделка также будет включать Sky3, Sky Arts, а также неизвестные телеканалы высокой четкости и контент в сфере видео по запросу. По оценке Sky сделка будет обходиться зрителям по 3 пенса в день (примерно 35 млн ф.с. в год), но по словам Virgin, с учётом включённой в контракт гарантии минимального платежа фактическая сумма будет в два раза превышать текущий платеж.
2 марта 2007 года Национальный совет потребителей обвинил Sky и Virgin в том, что они «ведут себя как дети», и заявил, что рассмотрит вопрос о том, подавать ли против них сверхжалобу, «которая поможет столкнуть головы» к концу того же месяца. 5 марта 2007 года Virgin Media пригрозила подать в суд на BSkyB, если вопрос останется неурегулированным в течение 30 дней. 12 апреля 2007 года Virgin Media подала в Высокий суд иск против BSkyB в соответствии с Законом Великобритании о конкуренции 1998 года и статьей 82 Соглашения о ЕС. BSkyB утверждало, что Virgin Media не приложила особых усилий для дальнейшего арбитража. 9 мая 2008 года сообщалось, что Virgin Media и Sky провели переговоры для разрешения спора.
4 ноября 2008 года было объявлено, что было достигнуто соглашение о возвращении основных каналов Sky, включая Sky1, Sky2, Sky3, Sky News, Sky Sports News, Sky Arts 1, Sky Arts 2, Sky Real Lives и Sky Real Lives 2 на Virgin Media с 13 ноября 2008 г. по 12 июня 2011 г. Взамен Sky обеспечит на этотв ременной период трансляцию каналов Virgin Media Television — Living, Livingit, Bravo, Bravo +1, Challenge, Challenge Jackpot и Virgin1. Соглашения включают фиксированную ежегодную плату за транспортировку в размере 30 млн фунтов стерлингов для каналов, причем оба поставщика каналов могут обеспечить дополнительные ограниченные платежи, если их каналы соответствуют определённым целям, связанным с производительностью. В рамках соглашений и Sky, и Virgin Media согласились прекратить все разбирательства в Высоком суде друг против друга, связанные с использованием их соответствующих основных каналов.

### Покупка со стороны Liberty Global
В июле 2007 года Virgin Group хеджировала 37 % своей доли в Virgin Media за $ 224 млн по кредитному соглашению с Credit Suisse, что позволило ей сохранить право голоса и дивиденды. Virgin Group имела возможность выкупить 12,8 млн акций Virgin Media, заложенных ею через два года, но в мае 2009 года отказалась от этого. В то время эти средства использовались Virgin Group для инвестирования в другие области своего бизнеса, такие как Virgin Green Fund, который был запущен в сентябре 2007 года, Virgin America и Virgin Mobile India. К декабрю 2009 года Virgin Entertainment Investment Holdings Limited Ричарда Брэнсона владела миноритарным пакетом акций в размере 21 413 099 обыкновенных акций Virgin Media, что делало его третьим по величине акционером.
5 февраля 2013 года Liberty Global объявила о покупке Virgin Media примерно за 23,3 млрд долл. США (15 млрд ф.с.). 15 апреля было получено одобрение регулирующих органов ЕС , 4 июня сделка была одобрена акционерами и закрылась 7 июня.
3 февраля 2014 года Virgin Media приобрела кабельного провайдера Smallworld Fibre из северо-западной Англии и западной Шотландии, его сеть была интегрирована в ходе этого года.
В ноябре 2014 года Virgin Media договорилась продать свои активы в ADSL компании TalkTalk Group, что позволило Virgin сфокусироваться на широкополосном доступе.
20 июля 2018 года было объявлено, что Virgin Media прекратит трансляцию всех каналов UKTV с 22 июля 2018 года из-за платы и проблемы с правами Virgin на показ видео по запросу. Компании не смогли согласовать условия, позволяющие десяти каналам и их ответвлениям +1 и HD оставаться доступными на платформе, и каналы перестали быть доступны сразу после полуночи 22 июля 2018 года. Это вызвало негативную реакцию со стороны клиентов, некоторые из которых пригрозили уйти. Спор окончательно завершился через три недели 11 августа 2018 года после того, как Virgin Media и UKTV достигли соглашения. Virgin Media постепенно восстановила все 10 каналов UKTV с их +1 и HD-каналами Simulcast, а также теперь добавила simulcast GOLD HD и переустановленное приложение UKTV Play. В приложении теперь в пять раз больше доступного контента по запросу. Все каналы UKTV и приложение UKTV были полностью восстановлены Virgin Media к 15 августа 2018 года.
7 мая 2020 года Liberty Global и Telefónica подтвердили информацию о переговорах об объединении их британских подразделений Virgin Media и O2 в сделке стоимостью 31 млрд ф.с., ещё ожидавшей одобрения со стороны правительственных комиссий. В случае успеха в Великобритании появлялась крупная развлекательная и телекоммуникационная компания, способная стать главным соперником BT Group.

## Корпоративные связи

### Рыночная доля
К 2014 году компания занимала 20 % на рынке широкополосного доступа в интернет, в чём была аналогична Sky Broadband и уступала лишь BT Total Broadband (31 %). By 2016, its market share had dropped slightly to 19 %, behind BT (32 %) and Sky (23 %).
К ноябрю 2007 года Virgin Television имело 3,4 млн подписчиков: 3,2 млн используют цифровой кабель, остальные 200 000 — аналоговый.

### Реклама
Запуск Virgin Media в феврале 2007 года сопровождался дорогостоящей рекламной и пиар-кампанией, охватившей крупнейшие телеканалы, газеты и фирмы наружной рекламы.
В 2012 году была запущена многомиллионная рекламная кампания для продвижения широкополосного интернета, в которой снялись Ричард Бренсон и спортсмен Усэйн Болт.
8 июня 2016 года футбольный клуб «Саутгемптон» сообщил о достижении соглашения с Virgin Media, по которому компания на три года станет спонсором команды.